# 极速前进3
《极速前进3》是流行的真人秀节目极速前进的第三季。它开播于2002年10月2日，完结于2002年12月18日。这一季的节目获得了2003年艾美奖“优秀真人秀或竞赛节目”奖。
拍摄工作由2002年8月9日开始，同年9月7日结束。

## 结果
这里列出了所有参赛队伍的比赛结果，以最终比赛成绩为顺序列出：
| 隊伍             | 關係           | 分段比賽成績 | 分段比賽成績 | 分段比賽成績 | 分段比賽成績 | 分段比賽成績 | 分段比賽成績 | 分段比賽成績 | 分段比賽成績 | 分段比賽成績 | 分段比賽成績 | 分段比賽成績 | 分段比賽成績 | 分段比賽成績 | 路障完成情况        |
| 隊伍             | 關係           | 1            | 2            | 3            | 4            | 5            | 6            | 7            | 8            | 9            | 10           | 11           | 12           | 13           | 路障完成情况        |
| ---------------- | -------------- | ------------ | ------------ | ------------ | ------------ | ------------ | ------------ | ------------ | ------------ | ------------ | ------------ | ------------ | ------------ | ------------ | ------------------- |
| Flo & Zach       | 朋友           | 2nd          | 5th          | 3rd          | 2nd          | 4th          | 2nd          | 1stƒ         | 2nd          | 5th          | 3rd          | 2nd          | 3rd          | 1st          | Flo 1, Zach 9       |
| Teri & Ian       | 夫妻           | 9th1         | 10th         | 9th          | 5th          | 6th          | 1stƒ         | 4th          | 3rd          | 4th          | 4th          | 1st          | 1st          | 2nd          | Teri 2, Ian 8       |
| Ken & Gerard     | 兄弟           | 1stƒ         | 6th          | 2nd          | 1st          | 1st          | 3rd          | 5th          | 4th          | 2nd          | 2nd          | 3rd          | 2nd          | 3rd          | Ken 5, Gerard 6     |
| Derek & Drew     | 双胞胎模特兒   | 11th         | 1stƒ         | 1st          | 3rd          | 3rd          | 4th          | 2nd          | 1st          | 3rd          | 1st          | 4th          |              |              | Derek 4, Drew 4     |
| John Vito & Jill | 情侶           | 5th          | 7th          | 7th          | 6th          | 4th          | 5th          | 3rd          | 5th          | 1stƒ         | 5th          |              |              |              | John Vito 4, Jill 3 |
| Andre & Damon    | 警员和消防队员 | 7th1         | 8th          | 8th          | 4th          | 2nd          | 6th          | 6th          |              |              |              |              |              |              | Andre 3, Damon 2    |
| Aaron & Arianne  | 终生好友       | 3rd          | 2nd          | 4th          | 8th          | 7th          | 7th          |              |              |              |              |              |              |              | Aaron 3, Arianne 2  |
| Michael & Kathy  | 爱情长跑中     | 4th          | 4th          | 6th          | 7th          | 8th          |              |              |              |              |              |              |              |              | Michael 2, Kathy 1  |
| Heather & Eve    | 法律学校校友   | 6th          | 3rd          | 5th          | 9th2         |              |              |              |              |              |              |              |              |              | Heather 3, Eve 0    |
| Dennis & Andrew  | 父子           | 8th1         | 9th          | 10th3        |              |              |              |              |              |              |              |              |              |              | Dennis 0, Andrew 1  |
| Tramel & Talicia | 兄妹           | 10th         | 11th         |              |              |              |              |              |              |              |              |              |              |              | Tramel 1, Talicia 0 |
| Gina & Sylvia    | 足球母親       | 12th         |              |              |              |              |              |              |              |              |              |              |              |              | Gina 0, Sylvia 0    |

- 紅 已淘汰。
- 藍 最後到達之隊伍，但由於處在非淘汰賽段，並未淘汰。
- 綠ƒ 獲得快進線索。

1. ^  Andre和Damon於該賽段本來排行第七位，但由於他們沒有依照原來騎驢的路線，所以被判罰額外的78分鐘並跌至第九位。他們其後於下一個賽段開始時過睡三分鐘。Dennis和Andrew列入第8位，而Teri和Ian則成位第9隊到達的隊伍。
2. ^ Heather和Eve本来是第一队抵达位于葡萄牙第4赛段淘汰站的队伍，但由于他们误解提示要求所有队伍需要步行，但不是乘坐的士往淘汰站。他们落车后才步行剩下的路段往淘汰站，所以便获得时间刑罚。时间刑罚则为此排名上的优势而增加7分钟刑罚（第二队队伍于7分钟后抵达淘汰站），并加多30分钟时间刑罚。所有队伍均于那37分钟刑罚内抵达淘汰站，Heather和Eve成为第一队到达淘汰站及被淘汰的队伍。
3. ^ Dennis和Andrew虽然在该赛段用了快进，但由于落后其他队伍太远所以成为了第一队使用快进后而最后到达淘汰站及被淘汰的队伍。

## 旅程
美国 →  墨西哥 →   英国 →  葡萄牙 →  西班牙 →  摩洛哥 →  德国 →  奥地利 →  瑞士 →  马来西亚 →  新加坡 →  越南 →  美国

## 獎品
- 第1段 – 皇家加勒比國際遊輪—海洋航行者號加勒比海七天遊
- 第5段 - 兩部柯達EasyShare數碼相機
- 第6段 - 兩部柯達EasyShare數碼相機
- 第7段 - 兩部柯達EasyShare數碼相機
- 第8段 - 兩部柯達EasyShare數碼相機
- 第9段 - 皇家加勒比海國際遊輪及精緻遊輪—海洋航行者號加勒比海七天遊
- 第10段 - 皇家加勒比海國際遊輪及精緻遊輪—海洋榮光號歐洲與地中海七天遊
- 第11段 - 皇家加勒比海國際遊輪及精緻遊輪—海洋榮光號歐洲與地中海七天遊
- 第12段 - 皇家加勒比海國際遊輪及精緻遊輪—海洋燦爛號阿拉斯加七天遊
- 第13段 – $1,000,000

## 每集标题语录
1."What If Our Parachute Doesn't Open?" – Eve
2."This Seems Like The Path Straight To Hell!" – Arianne
3."You Always Just Forget About Me!" – Flo
4."Did You See How I Stopped It? With My Face" – John Vito
5."What Happens If I Slip? Am I Just Hanging Off A Cliff?" – Flo
6."I’m a Much Better Liar Than You Are" – Flo
7."I’m Supposed To Be Indebted To Her For The Rest Of The Race?!" – Derek
8."This Is More Important Than Your Pants Falling Down!" – Ian
9."Why Did You Have To Take Your Pants Off?" – Flo
10."Don’t Try To Play The Moralist Now!" – Flo
11."They’re Slithering To The Finish Line Like The Rest Of Us!" – Ian

## 比賽路線

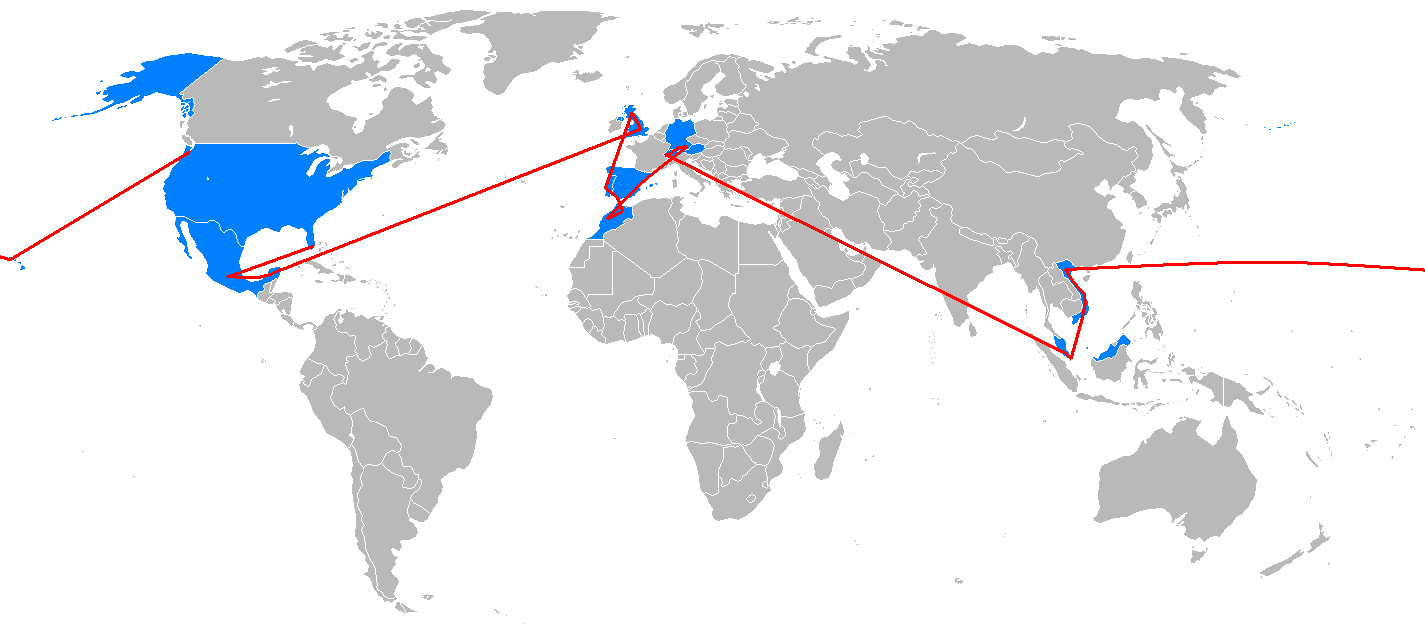
第三季路線圖。

### 第1段（美國 → 墨西哥）
- 美國佛羅里達州（大沼澤國家公園） （起點線）
- 邁阿密（邁阿密國際機場）到 墨西哥墨西哥城 （墨西哥城國際機場）
- 墨西哥城（独立纪念柱）[AT1]
- 墨西哥城 (Hotel de los Cortes)[AT2]
  - 墨西哥城（聖多明哥廣場）
- 墨西哥城(Hotel de los Cortes) 到 Amacuzac (Tequesquitengo Airfield)]）
- San Gabriel de las Palmas（Hacienda San Gabriel de las Palmas （页面存档备份，存于））

本赛段任务摘要：
通行證：隊伍要前往圣多明各广场，在数十个打字员中找到有通行证的一位就能获得。
绕道：队伍要选择“飞行”或“骑行”任一任务。
- 在飞行（Wings）中，队伍要乘坐飞机到一万英尺（3000米）的高空与教员跳伞，两名队员都降落后就能获得下一条线索。
- 在骑行（Wheels）中，队伍要选择一辆驴车，利用提供的地图，指引一位不会说英语的司机穿过一个7英里（11公里）的墨西哥村庄，就能获得下一条线索。

附加任务：
- [AT1]：队伍要利用一张名字叫做Pablo的男子的照片，想出他们的下一个目的地宪法广场。
- [AT2]：在Hotel de los Cortes，队伍要登记三个包租巴士的其中一个，将在翌日早上每隔2小时出发，前往未知地点。

### 第2段（墨西哥）
- 提奧提華坎（太陽金字塔）[AT1]
  - 墨西哥城（人類學博物館）
- 墨西哥城（Eastern Passenger巴士站）到 坎昆
- 坎昆(San Marino 码头)
- 尤卡坦半島（Chankanaab Park）
- 圖倫 (Diamante K Bungalows)

本赛段任务摘要：
通行證：隊伍要前往国立人类学博物馆，找到一个飞行舞蹈的场地。两名队员要爬上100英尺（30米）的杆，然后要悬挂在绳子上左右摇荡到地面，完成后就能获得通行证。
绕道：队伍要选择“人力”或“马力”任一任务。
- 在人力（Horse Power）中，队伍要划皮艇，在较小的泻湖上寻找挂在树上的线索。
- 在马力（Man Power）中，队伍要驾驶水上摩托车，在大泻湖上寻找藏在浮标上的线索。

路障：“准备好进行一次终身难忘的游泳？”（"For someone who is ready for the swim of a lifetime"）：一名队员要带上护目镜，然后跳进泻湖与海豚畅泳，同时寻找湖底的线索。
附加任务：
- [AT1]：在太陽金字塔，队伍要爬248级的楼梯，拿到放在塔顶的线索。

### 第3段（墨西哥 → 英國）
- 坎昆（坎昆國際機場）到 英國英格蘭倫敦 （希斯路機場）
- 倫敦(國王十字火車站 (倫敦)) 到 劍橋郡劍橋 (Cambridge railway station)
  - Duxford （Duxford Imperial War Museum）
- 劍橋 （史庫達摩爾 （页面存档备份，存于））  [AT1]
- 劍橋 (帕克公园)[AT2]
- 劍橋 到 蘇格蘭鴨巴甸
- 亞伯丁郡Stonehaven市（field near Dunnottar Castle）

本赛段任务摘要：
通行證：隊伍要前往达克斯福德帝国战争博物馆操縱一架坦克，並要在90秒或以內通過障礙訓練場就能獲得下一條線索。
绕道：队伍要选择“平底船”或“自行車”任一任务。
- 在人力（Punt）中，隊伍要划只有一根長桿和小槳平底船，在康河航行1英里（1.6公里），就能獲得下一條線索。
- 在自行車（Bike）中，隊伍要騎雙人自行車，沿著劍橋騎行6英里（9.7公里）就能獲得下一條線索。

路障：“誰擅長玩遊戲？”（"For someone who is feeling a bit gamey"）：一名隊員要完成三個傳統的蘇格蘭遊戲：第一個是抛杆赛 - 隊員要抛掷一根被称作caber的巨大木杆，木杆落地後的尾端必須要在指定的線之內就算過關，一旦出界就算失敗。第二個是掷链球-隊員要掷链球到指定的範圍內就算過關。最後是掷远比赛-隊員要將一個石頭高舉頭上，擲到指定線外就算完成。一旦完成以上三個遊戲就能獲得下一條線索。
附加任务：
- [AT1]：繞道完成後，隊伍會在橋底下獲得下一條線索。
- [AT2]：線索指引隊伍前往帕克公园，隊伍要登記第二天前往蘇格蘭，鴨巴甸的巴士，時間分別是7:30 pm, 10:00 pm和1:30 am。

### 第4段（英國 → 葡萄牙）
- Stonehaven (Harbor) [AT1]
- 鴨巴甸 到 葡萄牙波圖
- 加亞新城 (Calem Port Lodge)
- 波圖 到 里斯本
- 里斯本 (Estádio do Restelo – Gate F)
- 里斯本（貝倫塔）

本赛段任务摘要：
绕道：队伍要选择“老派”或“新派”任一任务。
- 在老派（Old Schools）中，队伍要在桶里装满90磅（41千克）的波特酒，然后要将酒桶搬上传统的葡萄牙船，横跨杜罗河，将酒送给指定餐厅就能获得下一条线索。
- 在新派（New Schools）中，队伍要装载9箱葡萄酒到一辆卡车，然后要驾驶卡车到将酒送到三间葡萄牙餐厅就能获得下一条线索。两个绕道队伍都要获得餐厅的盖印以证明队伍正确送货。

路障：“誰有长长的手臂和快速的脚？”（"The person who performs this task should have long arms and fast feet."）：一名隊員要阻止由一个葡萄牙青年踢出的罚球，一旦裁判判定球被阻止，就能获得下一条线索。
附加任务：
- [AT1]：队伍要步行前往斯通黑文港，并在港口找到一个“瓶中信”，信上会指引队伍前往下一个目的地。

### 第5段（葡萄牙 → 西班牙 → 摩洛哥）
- 羅卡角（羅卡角 （页面存档备份，存于））[AT1]
- 西班牙阿爾赫西拉斯（貨櫃碼頭）[AT2]
- 摩洛哥丹吉爾（Viajes Flandria） [AT3]
- 斐茲（古代市集）
- 斐茲 (Borj Nord)

本赛段任务摘要：
绕道：队伍要选择“绳索”或“斜坡”任一任务。
- 在绳索（Rope）中，队伍要乘坐穿梭巴士到悬崖边，然后要从悬崖上垂降300英尺（91米），到达地面后会获得下一条线索。
- 在斜坡（Slope）中，队伍要徒步走下山，走到山下就能获得下一条线索。

路障：“誰有敏锐的直觉但没有敏锐的嗅觉？”（"For someone with a keen sense of direction but a not so keen sense of smell"）：一名隊員要在制革厂中的25个有恶臭染料的染缸里找到下一条线索。
附加任务：
- [AT1]：队伍要找到欧洲大陆的最西点-羅卡角，到达后会找到下一条线索。
- [AT2]：绕道完成后，线索指引队伍要自驾到西班牙的阿爾赫西拉斯，并乘坐游轮横跨直布罗陀海峡到达摩洛哥的丹吉爾。
- [AT3]：到达丹吉爾后，队伍要前往一家叫做“Viajes Flandria”的旅行社，登记乘坐前往斐茲的每隔1小时的巴士，每班巴士不能乘坐超过3队。

### 第6段（摩洛哥）
- 卡薩布蘭加（哈珊二世清真寺） [AT1]
- 馬拉喀什（地毯店）
- 馬拉喀什 (Palmarie) [AT2]
- 馬拉喀什（冰河Café）
- 馬拉喀什（Riad Catalina （页面存档备份，存于））

本赛段任务摘要：
通行證：隊伍要前往地毯店，在一堆地毯中找到有通行证标志的一张，就能获得通行证。
绕道：队伍要选择“看得见”或“看不见”任一任务。
- 在看得见（Now You See It）中，队伍要选择两匹马，骑着前往路线标志的地方（标志能清晰看见），然后要在沙里挖出一个陶罐，陶罐上显示下一个线索。
- 在看不见（Now You Don't）中，队伍要驾驶全地形车，沿着路线标记找到一个刻着下一个线索的石头。

路障：“誰能在一大群人中正常工作？”（"For one person should be able to work a crowd"）：一名隊員要帮当地的食品卖主搭起摊子，然后要卖掉5碗的田螺，摊主会交出下一条线索。
附加任务：
- [AT1]：队伍要要前往摩洛哥的最大城市-卡薩布蘭加，并自驾前往哈珊二世清真寺寻找下一道线索。
- [AT2]：完成绕道后，队伍要将刻在陶罐或石头上的阿拉伯文的线索翻译才能知道下一个目的地。

### 第7段（摩洛哥 → 德國 & 奧地利）
- 馬拉喀什 or 卡薩布蘭加 到 德國慕尼黑 （慕尼黑國際機場）
- 慕尼黑（和平天使）[AT1]
  - 慕尼黑 (Eisbach River)
- 慕尼黑 (慕尼黑中央車站) 到  奧地利因斯布魯克 (Innsbruck Hauptbahnhof)
- 因斯布魯克 (Annasäule)
- 因斯布魯克 (Nord Park Seegrube Station)
- 德國菲森（Neuschwanstein Castle （页面存档备份，存于））

本赛段任务摘要：
通行證：隊伍要前往冰溪，在哪里会找到一个正在冲浪的冲浪手，队伍要想办法吸引他的注意从而获得通行证。
绕道：队伍要选择“雪橇”或“滑冰”任一任务。
- 在雪橇（Sled）中，队伍要在奥运雪橇赛道和一组专业雪橇手进行时速65公里/小时的滑行就能获得下一条线索。
- 在滑冰（Skate）中，队伍要在奥运滑冰场与专业滑冰选手进行接力滑冰， 完成后就能获得下一条线索。

路障：“谁想吊着一会儿？”（"For someone who will welcome the chance to dangle for a while"）：一名隊員要穿上安全装备，用救援电缆缓慢下降230英尺（70米）到地面就能获得下一条线索。
附加任务：
- [AT1]：队伍要找到和平天使的雕像，在附近会找到一个叫做“Kasperle”的儿童木偶，它会交出下一条线索。

### 第8段（德國 → 瑞士）
- 富辛（Augustinerhof農場）[AT1]
- 腓德烈斯哈芬（碼頭）
- 瑞士沙夫豪森 （火車站）
- 萊茵瀑布 [AT2]
- 蘇黎世（林登霍夫山丘 （页面存档备份，存于））[AT3]
- 格林德瓦（牧場）
- 格林德瓦（Chalet Arnika）

本赛段任务摘要：
绕道：队伍要选择“数钱”或“号码”任一任务。
- 在数钱（Count the Money ）中，队伍要正确数出大量的瑞士货币的金额就能获得下一条线索。
- 在号码（Run the Numbers）中，队伍要找出三个号码，这三个号码分别为：在Sihlstrasse大街和车站大街交叉处的金属雕像上的号码，在圣彼得教堂的时钟指针指向北面的数字总和，还有在林登霍夫的附有红丝带的树的数目。将三个号码加起来后会得到答案“127850”，输入这个号码打开保险箱就能获得里面的线索。

路障：“谁能成功射中目标？”（"For someone who is ready to take a shot at success"）：一名隊員要重演瑞士英雄"威廉·退尔"的故事，用十字弓射中人体模型上的苹果，成功后就能获得下一条线索。
附加任务：
- [AT1]：队伍要前往Augustinerhof農場，在大量的干草堆里找到下一条线索。
- [AT2]：队伍要坐上船，然后要目击到线索标志从而获得下一条线索。
- [AT3]：队伍要前往林登霍夫山丘，然后找到一位瑞士的金库工作人员，他会带领队伍前往金库找到下一条线索。

### 第9段（瑞士）
- 格林德瓦 (Gletscherschluct) [AT1]
- 坎德施泰格（奶酪屋）
- 坎德施泰格（峽谷） [AT2]
- 蒙特勒（詩隆城堡 （页面存档备份，存于））
- 蒙特勒（薩瓦蒸氣船）[AT3]

本赛段任务摘要：
通行證：隊伍要前往奶酪屋，然后要在一个大年轮奶酪吃一定数量的奶酪块，以拿到藏在奶酪下的通行证。
绕道：队伍要选择“极端的瑞士”或“不一般的瑞士”任一任务。
- 在极端的瑞士（Extreme Swiss）中，队伍要走上红桥，然后完成620英尺（190米）的高空弹跳，着地后能获得下一条线索。
- 在不一般的瑞士（Very Swiss）中，队伍要自驾8英里（13公里）到一个农场，队伍要在一堆戴在羊脖子上的铃铛里找到一道钥匙，但是在75只羊中，只有5只有队伍的钥匙。找到后就能获得下一条线索。

路障：“谁能熟用螺母和螺栓？”（"For someone who is a nuts and bolts person"）：一名隊員要正确组装一部瑞士军队自行车，完成后就能获得下一条线索。
附加任务：
- [AT1]：队伍要前往Gletscherschluct，并进入峡谷寻找指定汽车的钥匙，车解锁后，队伍要开车登上火车，穿越阿尔卑斯山到达红桥就能获得下一条线索。
- [AT2]：完成绕道后，队伍会获得一部T-Mobile手机，队伍可以用手机和家人朋友通话，两名队员都完成通话后就能前往下一目的地。
- [AT2]：路障完成后，队伍要骑着瑞士军队自行车3英里（4.8公里）到达蒙特勒码头。到达后，队伍要乘坐踏板船前往中继站-薩瓦蒸氣船。

### 第10段（瑞士 → 馬來西亞 → 新加坡）
- 日內瓦（傑特大噴泉 （页面存档备份，存于））[AT1]
- 日內瓦（日內瓦國際機場）飛往 馬來西亞吉隆坡 （吉隆坡國際機場）
- 吉隆坡（雙峰塔）[AT2]
- 吉隆坡（安邦商場）[AT3]
- 新加坡（國家胡姬花園）[AT4]
- 新加坡（新達城 – 財富之泉）[AT5]
- 新加坡（花芭山）

本赛段任务摘要：
绕道：队伍要选择“干”或“湿”任一任务。
- 在干（Dry）中，队伍要在蔡厝港里混乱复杂的住宅单位里，找到#10-137号，在里面新加坡艺人葛米星会交出下一条线索。
- 在湿（Wet）中，队伍要前往新加坡动物园并找到美人鱼海（其实是海牛池），队伍要游过池获得下一条线索。

路障：没有播出
附加任务：
- [AT1]：队伍要前往大喷泉，队伍会得到一面国旗，队伍要猜到国旗代表的国家-马来西亚，并前往该国的首都-吉隆坡。
- [AT2]：队伍要前往雙峰塔，然后要请途人为他们在雙峰塔前拍一张合照。
- [AT3]：队伍要步行前往安邦商場里指定的照相馆将相片晒出，相片背面印有下一个目的地。
- [AT4]：队伍要寻找撒切尔夫人（一种花的名称）所在的花园-國家胡姬花園。
- [AT5]：队伍到达財富之泉后，队伍要走进喷水池中拿到下一条线索。

### 第11段（新加坡 → 越南）
- 由 新加坡（新加坡樟宜機場）飛往 越南胡志明市 （新山一國際機場）
- 越南胡志明市 (雷克斯廣場) [AT1]
- 湄公河三角洲（凱比縣 丐皮）
- 胡志明市（西貢河河邊）[AT2]
- 胡志明市（首添 Thủ Thiêm Café）

本赛段任务摘要：
绕道：队伍要选择“困难卖出”或“简单买入”任一任务。
- 在困难卖出（Easy Buy）中，队伍要坐上舢板進入水上市場，找到唯一一位販賣椰青水的小販，然後買下來帶給岸上的一位攤主就能獲得下一條線索。
- 在简单买入（Hard Sell）中，队伍要抬著擔挑，進入擁擠的市場販賣擔挑裡的水果，當賺到4萬越南盾（大約2.5美元），把錢交給市場的一位攤主就能獲得下一條線索。

路障：“谁有強大的背脊和大腿？”（"For a person that has strong legs and a strong back"）：一名隊員要騎著人力車，載著自己的隊員前往碼頭，然後連著人力車登上渡輪渡過西貢河，抵岸後就能放下人力車步行前往中繼站。
附加任务：
- [AT1]：队伍要前往雷克斯廣場，找到胡志明的雕像已找到下一條線索。
- [AT2]：繞道完成後，隊伍要回到胡志明市找到位於西貢河邊的Ton Duc Thang街就能拿到下一道線索。

### 第12段（越南）
- 胡志明市（西贡站） 到 順化 （顺化站）
- 順化市 (顺化皇城) [AT1]
- 峴港市（峴港橋）
- 會安市 (西贡码头) [AT2]
- 會安市 (秋盆河)
- 會安市 (China Beach) [AT3]

本赛段任务摘要：
绕道：队伍要选择“簸箕船”或“簸箕车”任一任务。
- 在簸箕船（Basket Boats）中，队伍要各自坐上传统的簸箕船，然后要划到河中央有路线标志的小岛，在小岛可以获得下一条线索。
- 在簸箕车（Basket Bikes）中，队伍要选择两辆自行车，各自装载着几十个当地制作的虾笼，队伍要骑车到达1英里（1.6公里）外的指定地点就能获得下一条线索。

路障：“谁能钓出线索？”（"For person that should be fishing for a clue"）：一名隊員要爬上越南的传统垂钓平台，利用木制绞车将河中的渔网升起，然后要游到渔网底下拿到吊在下面的线索卡。
附加任务：
- [AT1]：队伍要前往顺化皇城找到下一条线索。
- [AT2]：完成绕道任务后，队伍要前往西贡码头找到下一条线索。
- [AT2]：完成路障任务后，队伍要乘坐舢板前往中继站。

### 第13段（越南 → 美國）
- 峴港 (光明寺) [AT1]
- 由 河內（內排國際機場）飛往 美國夏威夷檀香山 （檀香山國際機場）
- 檀香山 (Puaena公园) [AT2]
- 由 夏威夷檀香山（檀香山國際機場）飛往 夏威夷考艾島（考艾島機場）
- 考艾島 （威陆亚瀑布）
- 由 夏威夷考艾島（考艾島機場）飛往 華盛頓州西雅圖（西雅圖國際機場）
- 華盛頓州西雅圖（Kerry Park）
- 西雅圖（西雅圖中心國際噴泉）[AT3]
- 西雅圖（林肯公園）
- 西雅圖（煤氣廠公園）

本赛段任务摘要：
绕道：队伍要选择“快速下降”或“慢速步行”任一任务。
- 在快速下降（Quick Drop）中，队伍要从160英尺（49米）的瀑布顶端用溜索下降，然后要游到瀑布后，跟着标志走一小段的距离以拿到下一条线索。
- 在慢速步行（Slow Walk）中，队伍要从瀑布顶走一段很长的山路以拿到藏在瀑布后的同一个线索。

路障：“谁有好的记忆力？”（"For person that should have a good memory"）：一名隊員要要选择一根图腾柱，然后要转柱上的动物图案，以将动物图案代表的动物按着在比赛中出现的时间顺序排列：
- 墨西哥 - 驴 （第一赛段）
- 墨西哥 - 海豚 （第二赛段）
- 摩洛哥 - 马 （第六赛段）
- 瑞士 - 山羊 （第九赛段）
- 新加坡 - 海牛 （第十赛段）

在全部顺序排列正确后，图腾柱底部的口会出现前往终点线-煤氣廠公園的线索。
附加任务：
- [AT1]：队伍要前往光明寺，从佛像的脚下找到下一条线索。
- [AT2]：队伍要找到Puaena公园，在哪里得到一位夏威夷牧师的祝福后就能获得下一条线索。
- [AT3]：到达西雅图后，队伍要先前往克里公园，再步行前往西雅圖中心國際噴泉。

## 外部連結
- Official website （页面存档备份，存于）
- TARFlies Times (Season 3) （页面存档备份，存于）
- 互联网电影数据库（IMDb）上《The Amazing Race 3》的资料（英文）
- Final Three video interview (The Early Show)